# كيودو

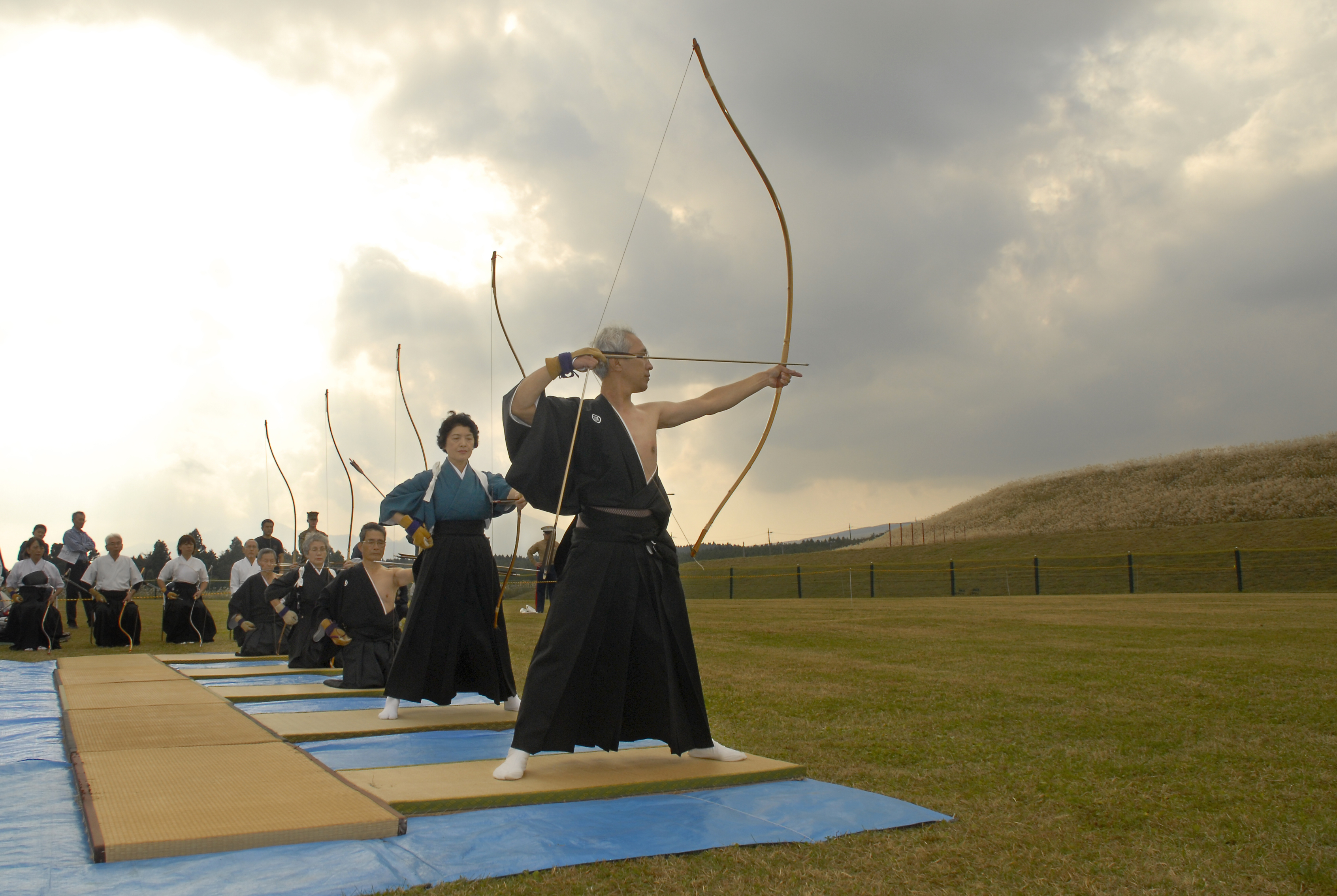
حالة الشد الكامل لقوس الكيودو.

كيودو (باليابانية: 弓道) (بالإنجليزية: Kyūdō)‏ تعني حرفياً طريق القوس هو فن الرماية الياباني، ويعتبر أحد فنون القتال اليابانية الحديثة. يقدر عدد ممارسي هذه الرياضة بنحو نصف مليون شخص بحسب إحصائيات عام 2005، منهم 132760 شخص يحملون رتبة بحسب إحصائيات عام 2005. والهدف في رياضة الكيودو مثل جميع رياضات الرماية الأخرى هو إصابة الهدف. إلا أنه باعتبار أن الكيودو هي رياضة ذات أصول روحية أكثر بالإضافة إلى الأصول العسكرية فإن ممارسة رياضة الكيودو يتراوح بين التركيز على أهمية إصابة الهدف إلى أهمية الشكل الصحيح وجمال جسم الرامي أثناء الرماية.

## تنظيم

### اتحاد الكيودو الياباني
تأسس عام 1949 ويضم 54 اتحاد محلي موزعة على محافظات اليابان، ويشرف على الامتحانات وترفيعات الرماة.

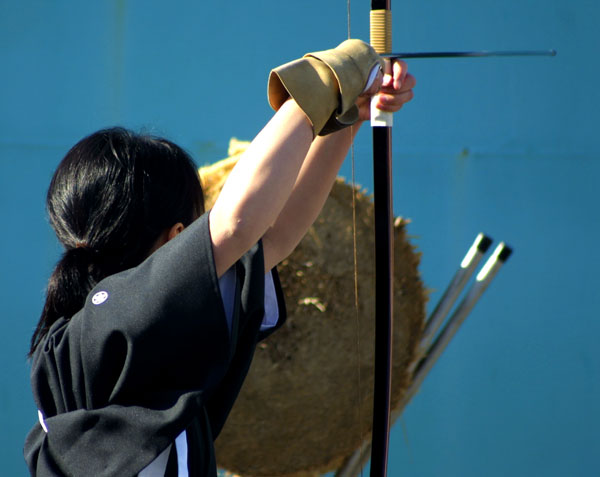

### اتحاد الكيودو الدولي

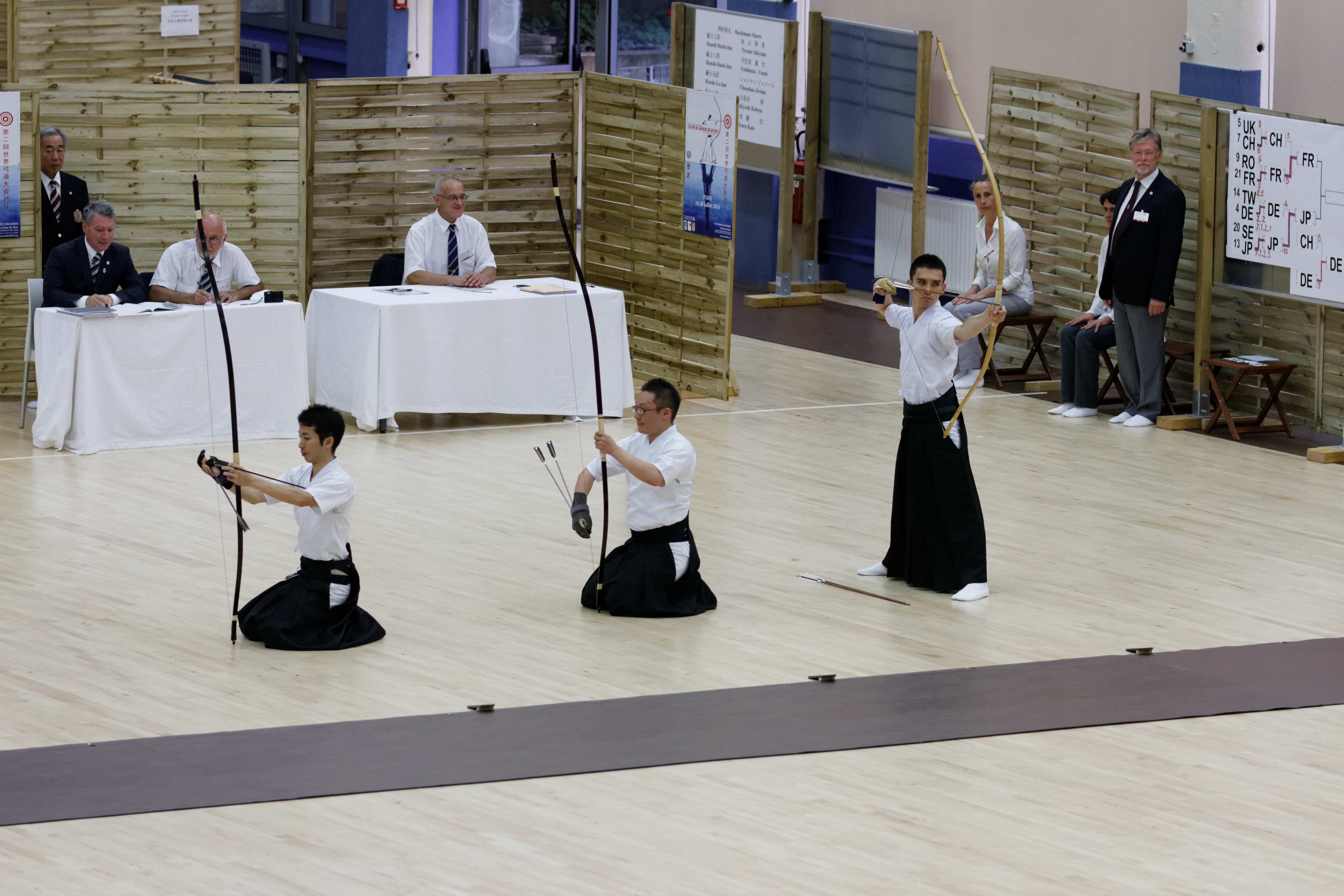
مسابقة كأس العالم للكيودو 2014

تأسس اتحاد الكيودو الياباني عام 2006 من قبل اتحاد الكيودو الياباني ولكن نشاطه ما زال ضعيفاً.

### اتحاد الكيودو الطلابي في اليابان
تأسس عام 1953، ويضم الطلبة المتدربين في المرحلة الجامعية والمعاهد المتوسطة في جميع اليابان. هذا الاتحاد مستقل عن اتحاد الكيودو الياباني ويقوم بالامتحانات بشكل مستقل.

### فرع الكيودو في اتحاد التعليم الرياضي الثانوي
يقوم بالنشاط بالتعاون مع اتحاد الكيودو الياباني. بالإضافة إلى ذلك هناك العديد من الاتحادات الصغيرة والمدارس المستقلة.

## الحركات الثمانية الأساسية
يحدد اتحاد الكيودو الياباني أساسيات عملية الرمي بثمان حركات أساسية يطلق عليها اسم شاهو هاسيتسو (射法八節) وهي:
1. أشي بومي (足踏み): وتعني حرفياً «خطوة القدم» وتكون بالخطو بالقدم خطوة واحدة والتباعد بين القدمين أثناء مواجهة الهدف.
2. دو زوكوري (胴造り) :بعد التباعد بين القدمين يتم وضع وزن الجسم بشكل متساوي على كلا القدمين بهدوء.
3. يومي غامايه (弓構え) : تجهيز القوس بالسهم والتحضير للسحب
4. أوتش أوكوشي (打起し) : رفع السهم والقوس إلى الأعلى.
5. هيكي واكه (引分け) : دفع القوس إلى الأمام وسحب الوتر إلى الخلف بوقت واحد.
6. كاي (会) : انتهاء السحب والسهم متوجه نحو الهدف.
7. هاناره (離れ) : إطلاق السهم أو جعله ينطلق.
8. زانشين (残心، 残身) : شكل الجسم بعد إطلاق السهم.

## معرض الصور

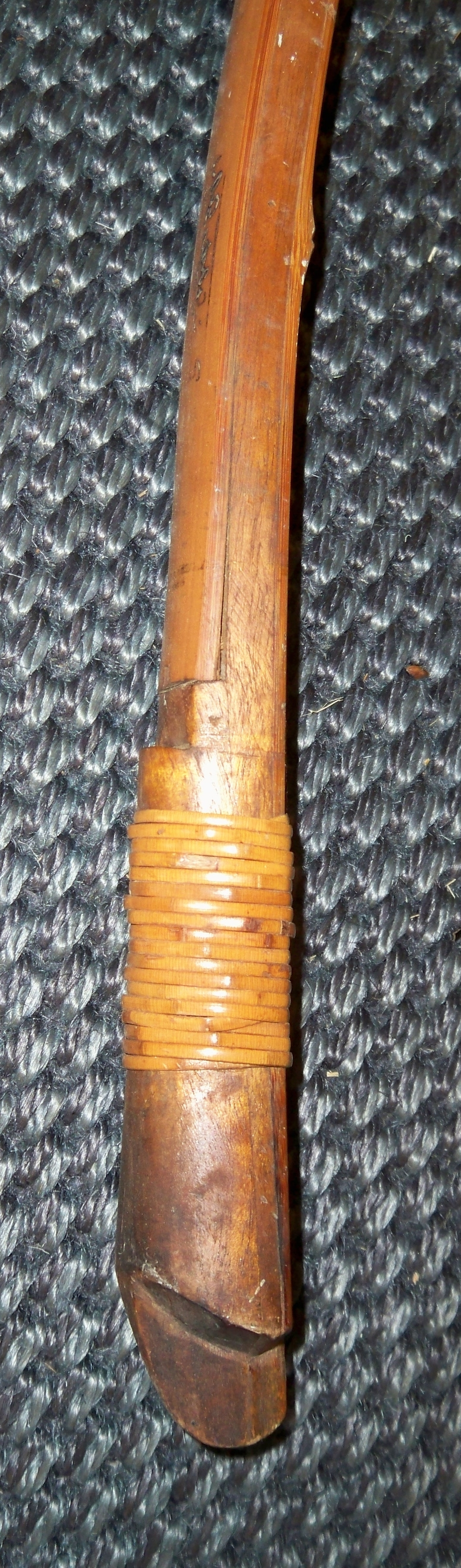
Moto hazu (bottom nock)
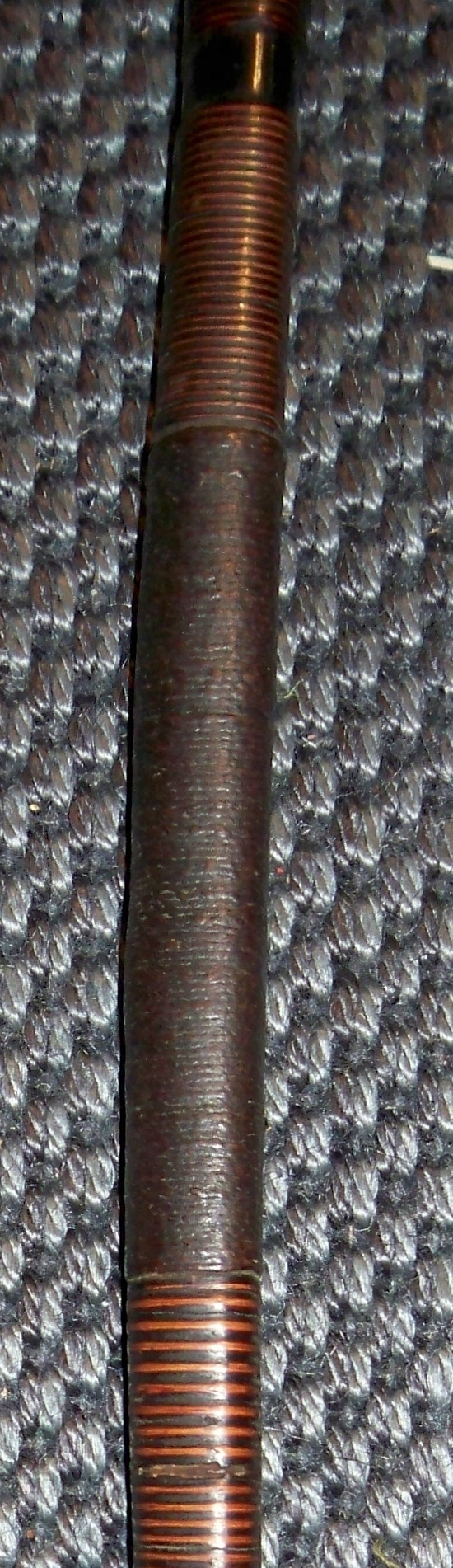
Nigiri (grip)
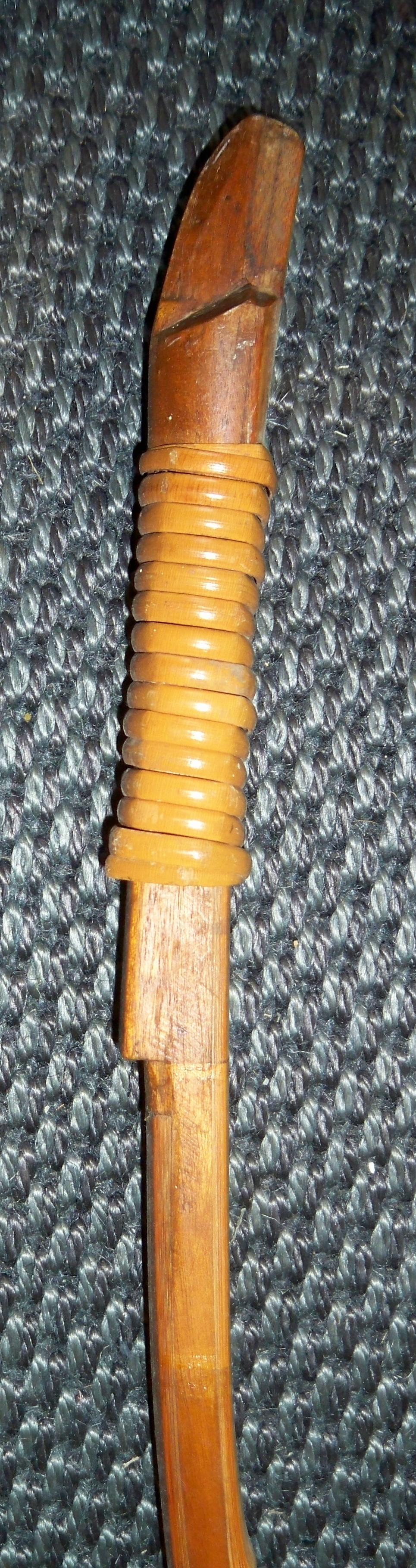
:Ura hazu (top nock)
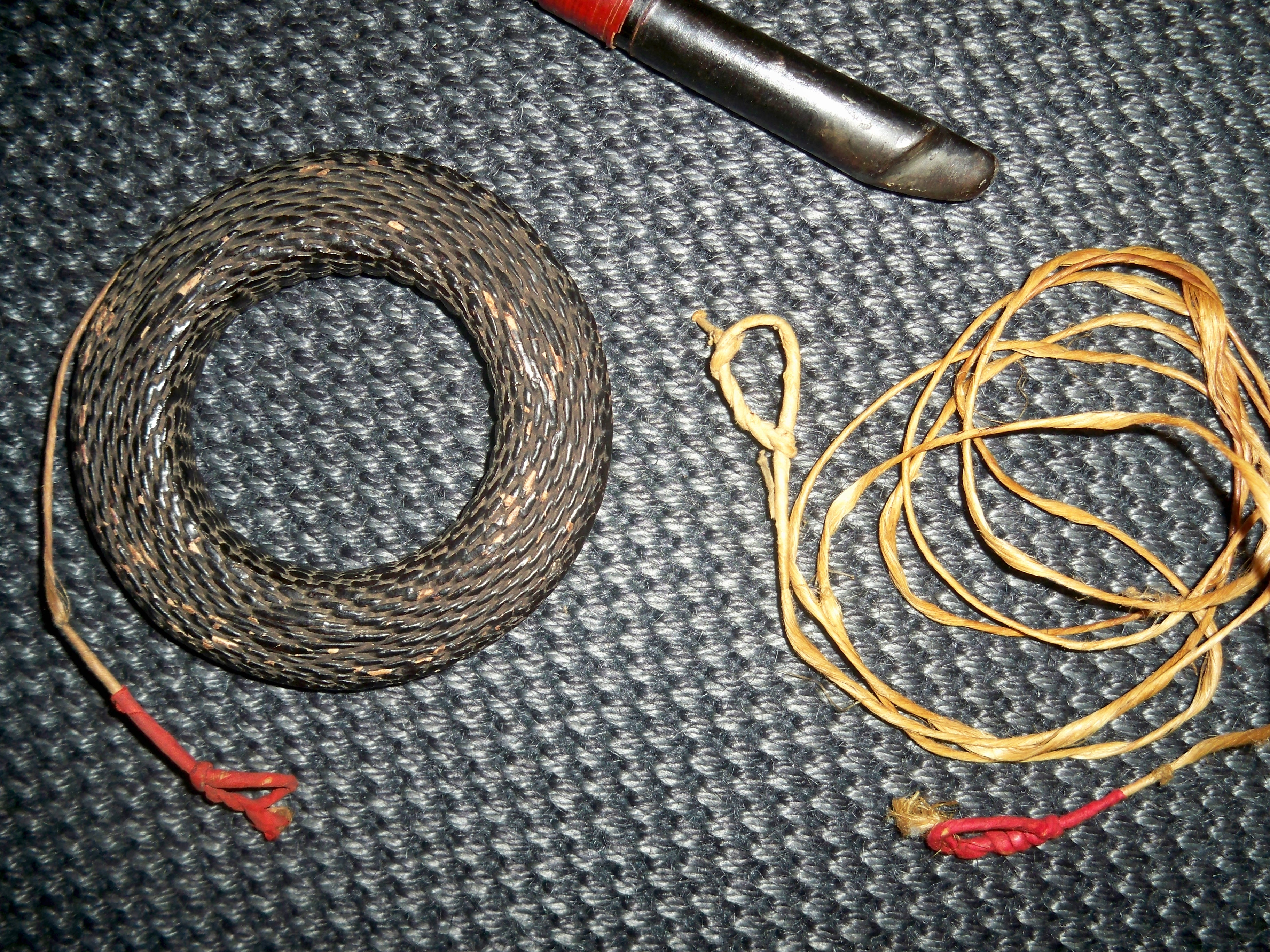
Tsurumaki (string holder) and tsuru (string)
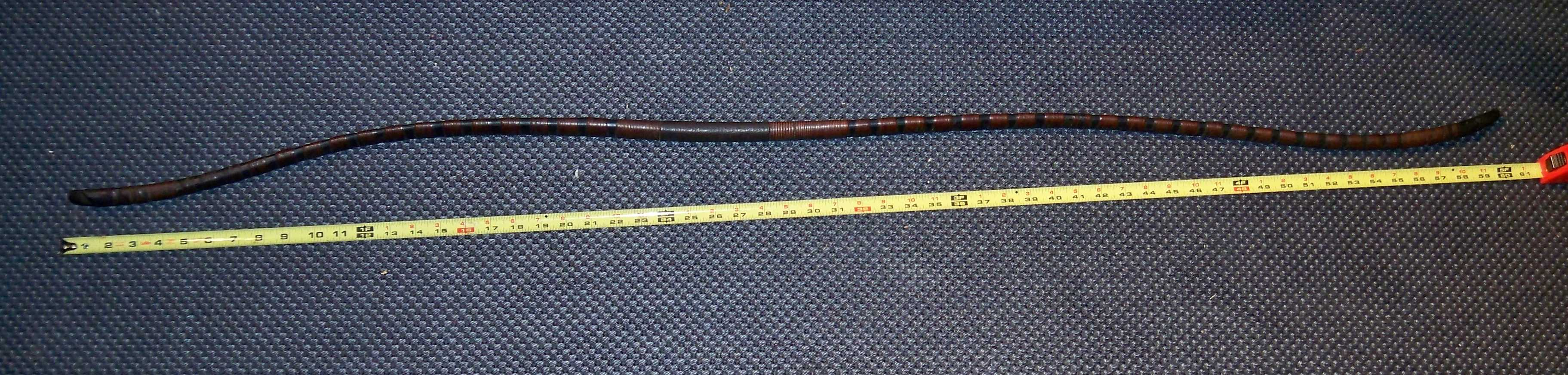
Antique hankyū (small yumi)
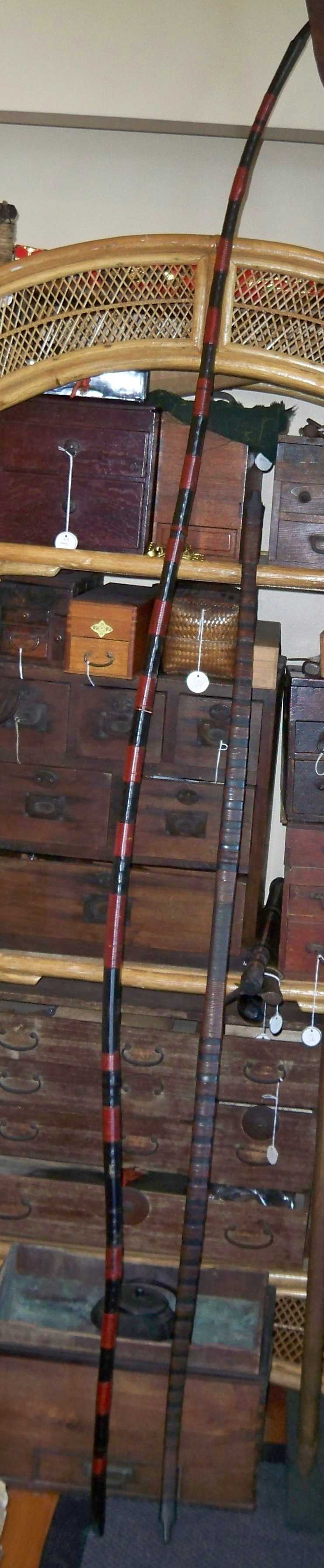
Antique daikyū (large yumi) and hankyū (small yumi)
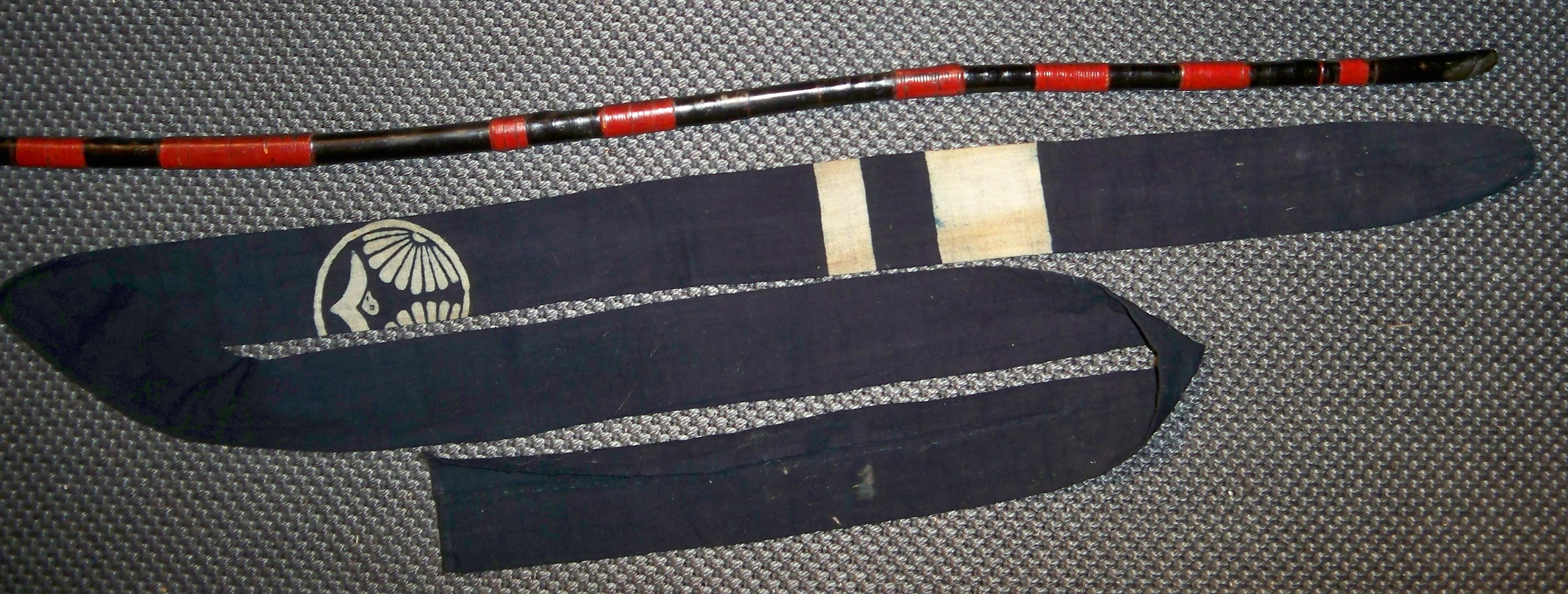
Yumi bukuro (cloth cover)